# 乐土镇
乐土镇，是中华人民共和国安徽省亳州市蒙城县下辖的一个乡镇级行政单位。

## 行政区划
乐土镇下辖以下地区：
乐土社区、柳林社区、丁堂村、李元村、胡庙村、邵楼村、陈营村、双龙村、屈庙村、杨桥村、建明村、李大寨村、葛桥村、席郑村、双桥村、仓厂村、白庙村、耿庙村、乔楼村、乔圩村和梨园村。